# Gunnel Olsson
Gunnel Olsson, född 15 december 1906 i Karlstad i Värmlands län, död 16 juli 1983 i Österåkers kommun i  Stockholms län, var en svensk folkskollärare och politiker (socialdemokrat). Hon var dotter till riksdagsmannen Oscar Olsson.
Olsson var ledamot av riksdagens andra kammare 1945-1948 samt 1953-1968, invald i Stockholms läns valkrets.